# 송면초등학교
송면초등학교는 대한민국 충청북도 괴산군에 있는 공립 초등학교이다.

## 학교 연혁
- 1934년 4월 30일 : 청천공립보통학교 부설 송면간이학교 설치
- 1944년 4월 8일 : 송면국민학교 개교
- 1947년 4월 1일 : 관평분교장 설립인가
- 1968년 3월 1일 : 관평국민학교 분리
- 1987년 3월 10일 : 송면국민학교 병설유치원 개원
- 1987년 11월 16일 : 관평분교장 통폐합
- 1991년 9월 1일 :  삼송국민학교를 분교장으로 격하 편입
- 1994년 12월 25일 : 급식소 준공
- 1995년 3월 1일 : 삼송분교장 통폐합
- 1996년 3월 1일 : 송면초등학교로 개칭
- 2004년 12월 15일 : 유치원 독립원사 신축 준공
- 2006년 12월 20일  : 전 100대 교육과정 우수학교 선정
- 2011년 12월 16일 : '아름다운 학교' 전국대상 환경부장관상 수상
- 2012년 3월 1일 : 건강증진모델학교 선정
- 2013년 1월 31일 : 2012학년도 교육활동 우수학교
- 2014년 10월 14일 : 행복씨앗학교 준비교 선정
- 2016년 3월 1일 : 행복씨앗학교 운영(2016.03.01.~2020.02.29. 운영)
- 2016년 9월 1일 : 제26대 홍찬기 교장 부임
- 2018년 2월 13일 : 제68회 졸업장 수여(총 1,747명)
- 2018년 3월 2일 : 2018학년도 입학식(입학생 6명)
- 2019년 1월 7일 : 2018학년도 졸업식(졸업생 8명 예정)

## 참고 자료
- 송면초등학교 - 한국교육학술정보원 학교알리미